# Daiichi Sankyo

Daiichi Sankyo Co., Ltd. (japanska: 第一三共株式会社, Daiichi Sankyō Kabushiki-kaisha) är ett japanskt läkemedelsbolag, nummer 22 i världen sett till försäljning (2008).